# Pannicolite
La pannicolite o panniculite è un'infiammazione del tessuto adiposo sottocutaneo.

## Clinica
La malattia si manifesta con tumefazioni sottocutanee di colore rosa o giallastro, generalmente calde e sensibili. Tali lesioni possono lasciare cicatrici definitive.